# Doris Hertrampf
Doris Hertrampf (* 20. März 1948 in Schötmar) ist eine deutsche Diplomatin und war Botschafterin in Nordkorea und Tadschikistan.

## Leben
Nach dem Schulbesuch absolvierte Doris Hertrampf zunächst von 1962 bis 1965 eine Berufsausbildung zur Industriekauffrau und war anschließend auch als Industriekauffrau tätig, ehe sie 1971 ihr Abitur nachholte. Im Anschluss absolvierte sie ein Studium der Volkswirtschaft und schloss dieses 1977 als Diplom-Volkswirtin ab. Danach war sie Wissenschaftliche Mitarbeiterin an der Westfälischen Wilhelms-Universität, ehe sie 1981 in den Auswärtigen Dienst eintrat.

## Laufbahn
Nach dem Abschluss der Attachéausbildung fand sie von 1983 bis 1984 Verwendung im Auswärtigen Amt. Daraufhin wurde sie erst Mitarbeiterin am Generalkonsulat Bombay, danach 1986 an der Botschaft in Südkorea sowie erneut von 1989 bis 1992 im Auswärtigen Amt. Nach einer anschließenden Tätigkeit an der Botschaft in Russland, war sie zwischen 1996 und 2002 stellvertretende Referatsleiterin im Auswärtigen Amt und als solche zuletzt auch von 2000 bis 2001 Leiterin der Außenvertretung der Organisation für Sicherheit und Zusammenarbeit in Europa (OSZE) in Tallinn. 
Von 2002 bis 2005 war sie Botschafterin in Nordkorea, anschließend Referatsleiterin im Auswärtigen Amt. Von 2008 bis 2013 war Doris Hertrampf Botschafterin in Tadschikistan.
| Personendaten    | Personendaten                                                        |
| ---------------- | -------------------------------------------------------------------- |
| NAME             | Hertrampf, Doris                                                     |
| KURZBESCHREIBUNG | deutsche Diplomatin, Botschafterin in Nordkorea und in Tadschikistan |
| GEBURTSDATUM     | 20. März 1948                                                        |
| GEBURTSORT       | Schötmar                                                             |